# Külső mag

A Föld öves felépítése

A külső mag a földmag mintegy 2100 km vastagságú külső öve, melyet a Gutenberg-Wiechert-felület (2900 km mélyen) választ el a földköpenytől és a Lehmann-felület (5000 km mélyen) választ el a belső magtól. Fémes, jól vezető anyagokból (feltehetően vas és nikkel) épül fel és folyékony halmazállapotú. A külső magban zajló áramlások és a Coriolis-erő együttes hatásaként jön létre a dinamó-effektus, mely a Föld mágneses terét generálja.